# Bulbophyllum tianguii
Bulbophyllum tianguii är en orkidéart som beskrevs av Kai Yung Lang och D.Luo. Bulbophyllum tianguii ingår i släktet Bulbophyllum och familjen orkidéer. Inga underarter finns listade i Catalogue of Life.